# Main-d'œuvre
Pour l’article ayant un titre homophone, voir Mains d'œuvres.

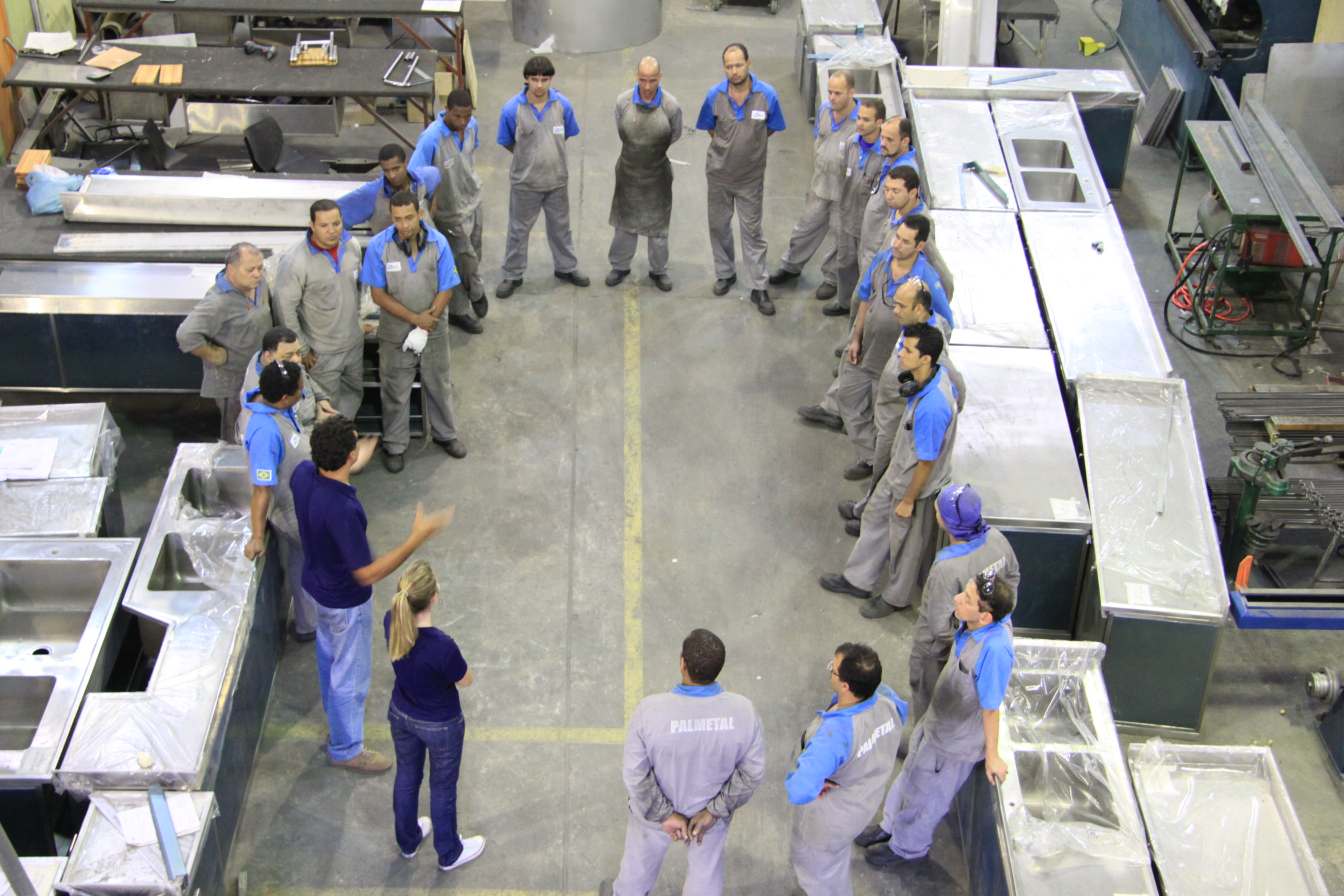
Équipe de travail dans une aciérie à Rio de Janeiro (Brésil).

La main-d'œuvre est littéralement la ou les mains d'une œuvre, et désigne la part du travail dans le coût de revient d'un objet fabriqué. Ainsi, dans une facture de réparation, on a l'habitude de distinguer le coût des pièces et celui de la main-d'œuvre.
Par extension, ce mot composé désigne l'ensemble des ouvriers et travailleurs qui fabriquent et construisent dans le cadre d'une usine, d'une entreprise ou d'une région donnée (voir population active).
Le ratio obtenu par division du coût total d'un objet fabriqué par le coût de la main-d'œuvre est la productivité du travail.
Cette notion tend à s'élargir : par exemple l'expression « cerveau-d'œuvre » pour les prestations intellectuelles non-manuelles.